# اسکندر مودا
اسکندر مودا (به مالایی: Iskandar Muda) (۱۵۸۳ تا ۲۷ دسامبر ۱۶۳۶) دوازدهمین سلطان آچه دارالسلام بود، در دوران حکومت او، آچه به اوج وسعت جغرافیایی، قدرت و ثروت خود در غرب مجمع‌الجزایر اندونزی و تنگه ملاکا رسید. «اسکندر مودا» به معنی «اسکندر جوان» است و فتوحات او معمولاً با اسکندر مقدونی مقایسه می‌شود. در دوران سلطنت او آچه علاوه بر گستردگی قابل توجه به عنوان یک مرکز بین‌المللی آموزش فقه و تجارت اسلامی درآمد.